# Julius Schwarzbauer
Julius Schwarzbauer, auch Schwarzbaur (* 28. März 1873 in Ochsenhausen; † nach 1940 in den Vereinigten Staaten) war ein süddeutscher Musikinstrumenten- und Orgelbauer. Er hatte seinen Lebensmittelpunkt in Mindelheim und wanderte 1928 in die Vereinigten Staaten aus.

## Leben
Julius Schwarzbauer kam im Frühjahr 1873 im schwäbischen Ochsenhausen bei Biberach zur Welt. Seine Eltern waren der Schreinermeister Johann Nepomuk Schwarzbauer und dessen Ehefrau Karolina, geborene Stiefenhofer. Bei seinem Vater erlernte er das Schreinerhandwerk. Ab 1890 führte er die Orgelbauwerkstatt von Albert Krebs weiter, der diese zuvor von Othmar Sauter übernommen hatte. Zusammen mit seinem zwei Jahre jüngeren Bruder Eberhard Schwarzbauer (1875–1939) gründete er 1898 in seinem Heimatort Ochsenhausen die eigene Orgelbaufirma „Gebrüder Schwarzbauer“.
Am 19. Juli 1900 heiratete er in Mindelheim die dort geborene Josephine Stölzle (1870–1930). Aus dieser Ehe gingen die vier Töchter Julianna („Lya“, * 1900), Anna (* 1902), Martha (* 1903) und Josephine („Josy“, * 1905) sowie der Sohn Julius Max (* 1908) hervor.
Im Jahr 1901 verlegte Schwarzbauer seine Werkstatt nach Mindelheim. Im Ersten Weltkrieg diente er ab Oktober 1914 als Soldat des Königreichs Bayern in der Artillerie.
Nach dem Konkurs seiner Firma Mitte der 1920er Jahre emigrierte Julius Schwarzbauer im August 1928 mit seiner Familie in die USA, wo er sich zunächst in Missouri, später in New York niederließ und als Orgelstimmer tätig war. Seine Ehefrau Josephine verstarb im Juni 1930 in St. Louis (Missouri). Anfang 1936 stellte Schwarzbauer einen Einbürgerungsantrag, aus dem auch hervorgeht, dass damals außer seiner Tochter Anna alle seine Kinder in New York lebten. Bei der US-Volkszählung im April 1940 wurde er im Alter von 67 Jahren mit dem Wohnsitz in der Jackson Avenue in der Bronx (New York City) und der Berufsangabe organ tuner (dt.: „Orgelstimmer“) erfasst.

## Orgelbau
Von 1900 bis 1924 baute Julius Schwarzbauer etwa 100 Orgeln mit pneumatischen Kegelladen für Pfarrkirchen und Kapellen im Allgäu und in Schwaben. Davon sind heute nicht mehr viele erhalten. Er führte zahlreiche Umbauten und Reparaturarbeiten an älteren Orgeln durch und fertigte kleinere Instrumente wie Klaviere an. In seiner Werkstatt bildete er auch Lehrlinge zu Orgelbauern aus.
Seine Gehäuse weisen oft historisierende Formen auf. Klanglich sind seine Instrumente der spätromantischen Epoche verpflichtet; seine letzten Instrumente zeigen bereits Züge der Elsässischen Orgelreform. Zu seinen Werken zählen auch Tonhallenorgeln, die sich in einem kompletten Schwellkasten befinden.
Während der Inflationszeit ging der Betrieb um 1924 in Konkurs, und die Werkstatt wurde von Hans Dolp (1887–1943) übernommen.

## Werkliste
| Jahr      | Ort                    | Kirche                                   | Bild | Manuale | Register | Bemerkungen |
| --------- | ---------------------- | ---------------------------------------- | ---- | ------- | -------- | --- |
| ca. 1900  | Mattsies               | Mariä Himmelfahrt                        |      |         |          | nicht erhalten |
| 1900      | Dorschhausen           | St. Mariä Heimsuchung                    |      | II/P    | 15       | Renovation durch Sandtner; historischer Prospekt der Schwarzbauer-Orgel in modifizierter Form wiederverwendet                                                                                        |
| 1900      | Weingarten             | Basilika St. Martin                      |      | II/P    | 22       | Chororgel, Neubau hinter dem Gabler-Prospekt; nicht erhalten |
| 1906      | Schönebürg             | Kreuzbergkirche                          |      | II/P    | 10       | pneumatische Spiel- und Registertraktur, Kegellade, 3 feste Kombinationen (p, mf, f), Renovation 1985; erhalten                                                                                      |
| 1906      | Thierhaupten           | St. Peter und Paul                       |      | II/P    | 27       | neues pneumatisches Orgelwerk mit Kegelladen |
| 1906      | Kirchhaslach           | Mariä Himmelfahrt                        |      | II/P    | 27       | neues Orgelwerk; erhalten |
| 1907      | Westendorf             | St. Georg                                |      |         |          | nicht erhalten, Orgel aus 1969 von Orgelbau Sandtner |
| um 1907   | Rammingen              | St. Magnus                               |      | II/P    | 16       | 1957 Umbau durch Gerhard Schmid |
| 1908      | Bubesheim              | St. Mariä Geburt                         |      |         |          | Renovierung 1988 durch die Orgelbaufirma Offner |
| 1908      | Obergriesbach          | St. Stephan                              |      | II/P    | 16       | |
| um 1910   | Illerzell              | St. Ulrich                               |      |         |          | |
| 1911      | Hammerstetten          | St. Nikolaus                             |      | I/P     | 10       | neues Orgelwerk |
| 1913/1914 | Dirlewang              | Pfarrkirche St. Michael                  |      | II/P    | 23       | nicht erhalten; 1963 Neubau Gerhard Schmid mit Rückpositiv in neuzeitlicher Formensprache |
| 1914      | Gennach (Langerringen) | Pfarrkirche St. Johannes Baptist         |      | II/P    | 26       | erhalten |
| 1914      | Bedernau               | Pfarrkirche St. Georg                    |      |         |          | Einbau einer neuen Orgel durch Julius Schwarzbauer bei Erhaltung des alten Gehäuses; diese wurde 1988 wiederum durch ein neues Instrument der Firma Schmid ersetzt und um ein Rückpositiv erweitert. |
| 1916      | Lechbruck am See       | Pfarrkirche Mariä Heimsuchung            |      | II/P    | 34       | umgebaut erhalten (heute II/36); mit Fernwerk im Speicherboden des Chorraums. |
| 1916      | Rückholz               | St. Georg                                |      | II/P    | 11       | pneumatische Kegellade; erweitert 1959 von Zeilhuber |
| 1918      | Schnerzhofen           | Wallfahrtskapelle St. Antonius von Padua |      |         |          | |
| 1919/1920 | Batzenhofen            | Pfarrkirche St. Martin                   |      |         |          | Opus 58, pneumatische Kegelladenorgel; 2017 abgebaut und 2019 durch Orgelbau Wech (Buchloe) durch ein neues Instrument im historischen Gehäuse ersetzt                                               |
| 1920      | Schwabniederhofen      | Pfarrkirche Heilig Kreuz                 |      |         |          | Gehäuse und Holzpfeifen der Schwarzbauer-Orgel wurden in eine neue Orgel integriert |
|           | Mittelneufnach         | Pfarrkirche St. Johannes Evangelist      |      | II/P    | 11       | pneumatische Traktur; im Orgelzentrum Valley |